# Bull in the Heather

Bull in the Heather est un single de Sonic Youth sorti en 1994 et tiré de l'album Experimental Jet Set, Trash and No Star.
| Année | Titre                 | Classement         | Place |
| ----- | --------------------- | ------------------ | ----- |
| 1994  | "Bull in the Heather" | Modern Rock Tracks | N° 13 |
| 1994  | "Bull in the Heather" | UK Singles Chart   | N° 24 |